# 2018년 한일 해상 군사 분쟁

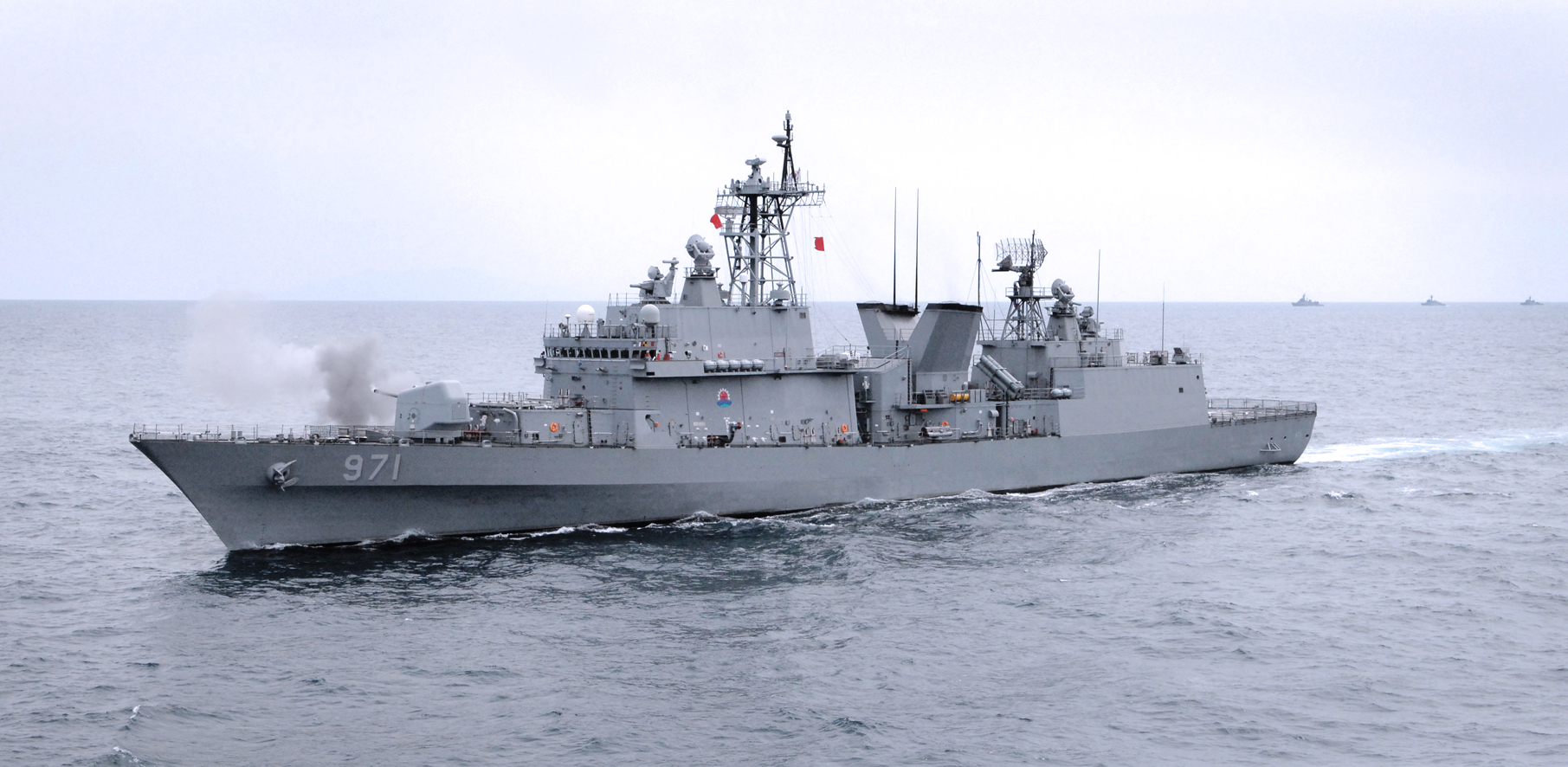
대한민국 해군 소속 광개토대왕함

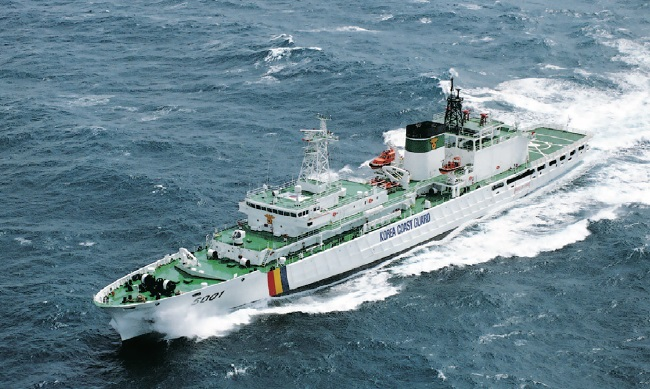
대한민국 해경 소속 삼봉호

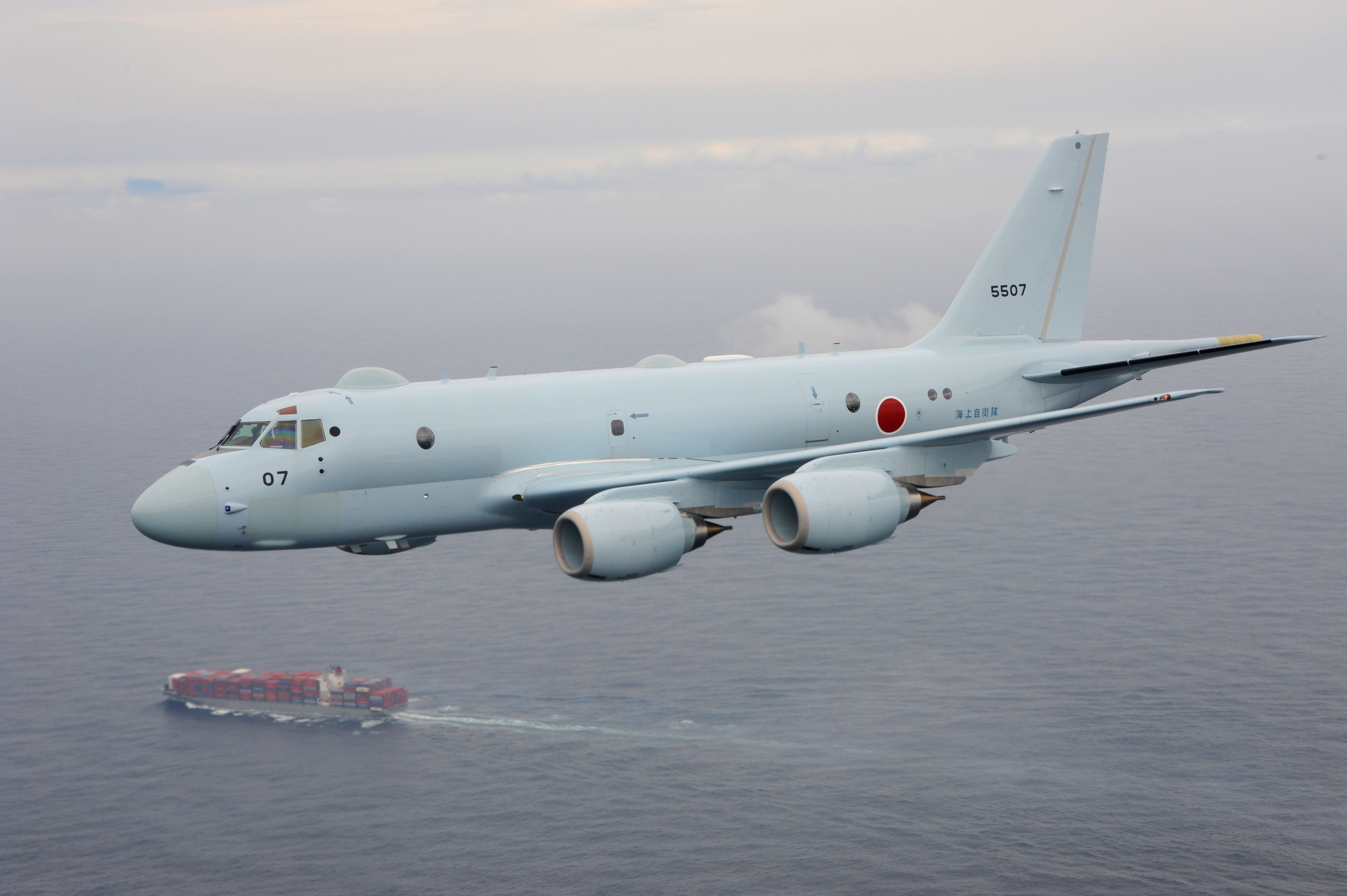
일본 해상자위대 소속가와사키 P-1 초계기

2018년 한일 해상 군사 분쟁(2018年韓日海上軍事紛爭)은 2018년 12월, 한중일 민간 어선들 간 오징어잡이 경쟁이 한창인 동해 대화퇴 어장에서, 일본 해상자위대 초계기가 북한어선 구조작전 중인 대한민국 해군 광개토대왕함 및 대한민국 해양경찰청 삼봉호에게 근접하게 접근하여 불거진 양국 간 일련의 외교적, 군사적 해상 분쟁이다.

## 사건의 발생

### 한국 해군과 해경의 구조 작업
2018년 12월 20일 오후 3시경 독도 북동쪽 약 100km 부근 대화퇴어장(한일어업협정에서 독도 중간수역으로 설정한 구역) 인근 공해에서 조선민주주의인민공화국 민간 어선의 구조신호를 받은 광개토대왕함과 해경 5001함(삼봉함)이 구조 작업을 수행 중이었다.

### 일본 초계기의 접근
구조 작업 중 일본 해상자위대 항공집단 제4항공군(ja:第4航空群) 소속 가와사키 P-1 초계기가 접근했다가 물러났는데, 이 과정에서 광개토대왕함이 STIR-180 화기관제 레이다를 일본 측 초계기에 락온했다는 주장이 일본 측에 의해서 제기되었다. 일본 방위성 측은 자국군의 무선 호소에 대한민국의 해군 및 해경 함선이 응답하지 않았다고 주장했으며, 이 행위는 CUES (Code for Unplanned Encounters at Sea)에 위반된다고 주장하고 있다.
이러한 일본 측의 주장에 대해 대한민국 국방부는 공식적으로 '추적을 위한 화기관제 레이다 조사는 없었다'고 주장했다. 사건 발생 1주일 후인 12월 27일 한일 양국이 실무급 화상회의를 개최하였으나 의견 차이를 좁히지 못했고, 2019년 1월 1일경 아베 총리가 TV아사히와의 단독 인터뷰에서 공개적으로 한국 측에 재발 방치책을 요구함에 따라 갈등이 본격화되었다.

### 일본의 속내
일각에서는 일본 측이 이 분쟁을 유독 문제 삼고 공론화시키는 이유가 일본 측의 대(對)한국 안보/군사협력에서의 달라진 스탠스를 공고히 하기 위해서라는 의견이 제기되었다. 이는 일본 측이 2018년 12월 18일 채택한 '2018년 방위대강'에 근거한 주장으로, 2018년 방위대강에서 일본은 안보협력 추진 대상국을 명기하며 한국을 우선순위 2위에서 5위로 예년보다 강등하였다.
이러한 일본의 초강경적인 대응에 대한 이유는 여러가지로 해석되고 있다. 일단 미중 패권 경쟁이 가시화되고 있고, 북핵 문제 해결이 실마리를 보이지 않는 가운데, 한국과의 관계 정리 없이 일본의 입장이 불리해질 수 있다는 점이다. 그리고 3차례의 남북정상회담과 같은 남북관계 밀착 상황이 북한/중국을 견제하기를 원하는 일본의 의도와 부합하지 않는다는 점이다. 특히 아베 내각은 전쟁할 수 있는 국가가 되기 위해 헌법 개정을 하는 등 보통국가화 시도를 임기 내 지속적으로 실현해왔다.
그리고 전임 박근혜 정부와는 달리 한일 관계 문제에 적극적으로 대응하는 문재인 정부 하 한국 대법원의 강점기 강제징용 판결, 위안부재단 해산 등 안보 분야 외에서도 악화된 한일 관계가 반영되었을 가능성이 높다는 의견이 나왔다.

### 북한 어부 송환
20일 구조된 어부들은 21일에 심각한 탈수증상이 회복되어 북한으로 돌아가고 싶다는 의사를 밝혀 22일 판문점에서 송환되었다. 북한 어부들의 존재로 인해서 사건의 간접적인 당사자이기도 한 북한은 일본의 행위에 대해 고의적인 도발이라고 비판하였다.

### 해결
2024년 6월 초, 아시아 안보회의에서 대한민국 국방부 신원식 장관과 일본 방위성 기하라 미노루 방위상이 만나서 회담을 가졌고, 여기서 한일 초계기 갈등 사건을 봉합하겠다고 합의하였다. 초계기 갈등 사건에 대한 실질적인 진상 규명이나 완전한 사실 규명은 이뤄지지 않았으며, 그 대신 재발방지책 및 소통 재개에 합의하였다.

## 일본측 주장

### 일본 방위성의 사건 당일 영상 공개
일본은 대한민국 구축함이 레이다 락온을 한 증거로 유튜브에 동영상을 게시했다. 영어로 된 자막을 쓰고, 보안에 필요한 부분은 무음처리했다. 이에 대해 대한민국은 해당 동영상을 보아도 별로 레이다 락온을 했다는 명백한 증거능력은 없다고 증거로서의 가치를 인정하지 않고, 보다 정확한, 초계기가 탐지한 주파수 기록을 공개하라고 항변했다. 이에 대해 일본은 주파수 기록은 기밀이라 공개할 수 없다고 했다.
이와 같은 일본측의 자료에 대해 해상자위대 소장 출신인 이토 도시유키 가나자와공대 교수도 마이니치신문에 "조사를 뒷받침할 만한 경보음이 없어 증거로서 애매하다"고 지적했다. 그러나 일본 방위성이 공개한 분명하게 레이다 락온이 되었다는 분석도 존재하며, 이 레이더가 수색용인지 사격용인지가 제대로 확인되지 않을 뿐이다.

### 주파수 공개 요구
한국은 일본 초계기가 조준되었다는 레이다의 주파수를 공개하라고 요구했다. 이에 일본은 군사기밀이라며 반대했다가, 공개할 수 있다고 입장을 바꾸었다. 그러면서 한국에 광개토대왕함의 레이다 주파수를 공개해서 비교하자고 주장했다. 이와 같은 일본측의 제안에 대해 한국측은 거부했다.
이에 대해, 한국이 요구한 주파수 공개라는 것이, 군사기밀에 해당할 만큼의 매우 정확한 주파수를 공개하라는 것이 아니라, 탐색 레이다의 4GHz인지, 추적 레이다의 8Ghz인지를 밝히라는 의미라는 보도가 있었다.

## 대한민국측의 주장

### 인도주의 작전 중 일본의 저공 위협 비행
대한민국은 구조 작업을 하고 있었던 광개토대왕함에 오히려 일본 초계기가 위협비행을 했다고 주장했다. 또한 일본이 지속적으로 문제를 삼고 있는 사격 통제 레이더가 아닌 수색 레이더를 사용하였다고 주장하였다. 한국은 일본 초계기가 조준되었다는 레이다의 주파수를 공개하라고 요구하였으나, 일본은 처음에 이를 거절하다가 나중에 입장을 바으나, 별다른 합의는 도출되지 않았다.

### 한국 국방부의 반박 영상 공개
일본이 동영상을 공개함에 따라, 한국 국방부도 반박 동영상을 올리면서 오히려 일본이 한국 해군의 인도주의적 구조 작업을 군사적으로 대응 및 위협하였다며 유감을 표명하였다. 그리고 국방부는 일본 정부가 자주 주장하는 한국이 국제법을 위반하였다는 대목에 대해서는 오히려 무장한 일본 자위대의 초계기가 위협적인 저공 비행을 한 사실 자체가 국제민간항공안전협약을 위반하였다고 주장하였다.
이에 대해 일본 방위성은 "초계기는 국제법 및 일본의 관련 법령을 준수해 해당 구축함으로부터 일정 고도와 거리를 두고 비행해 구축함 상공을 저공 비행한 사실이 없다"고 항변했다.

## 유사 사건 추가 발생

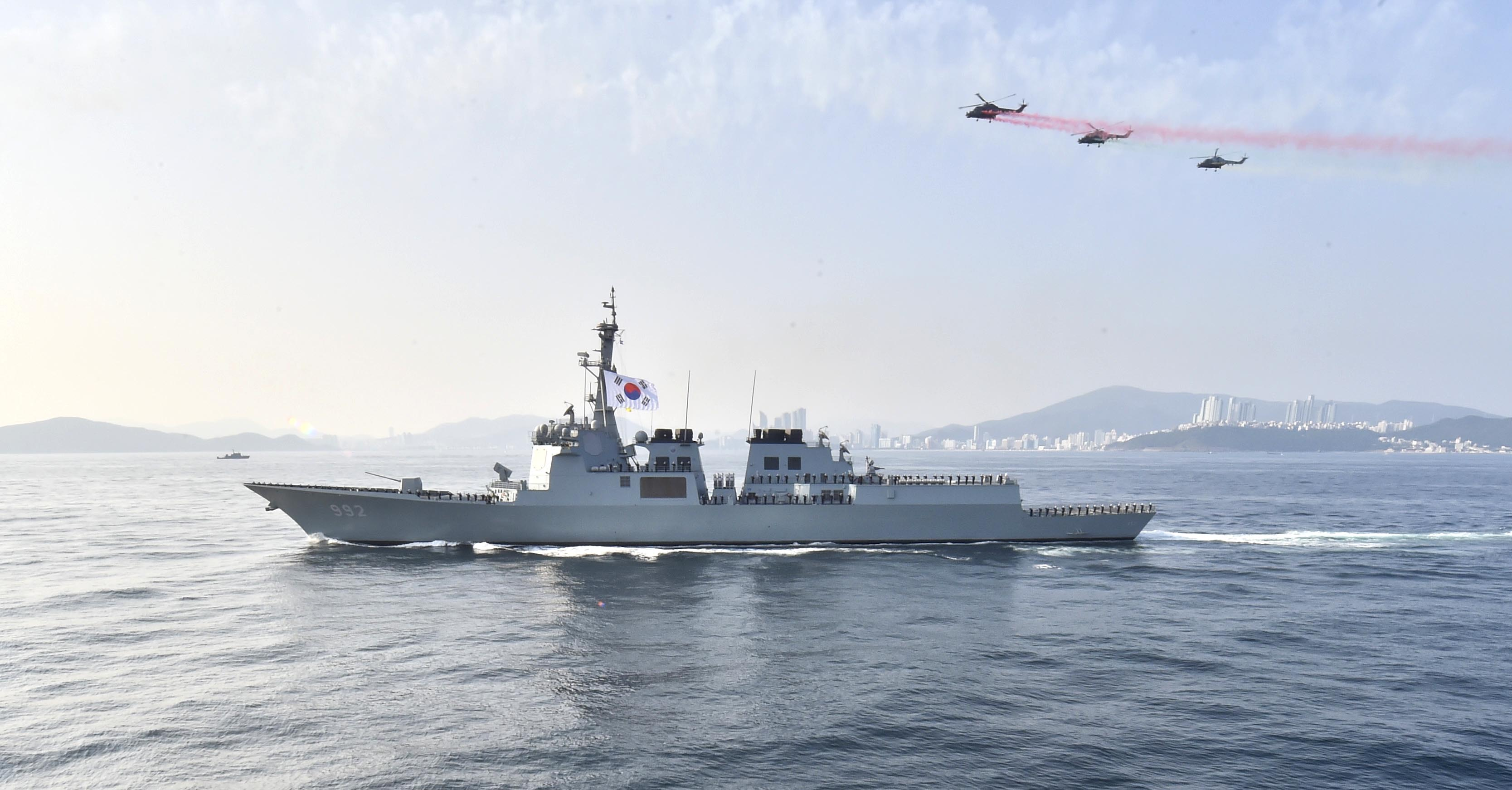
대한민국 해군 소속 율곡이이함

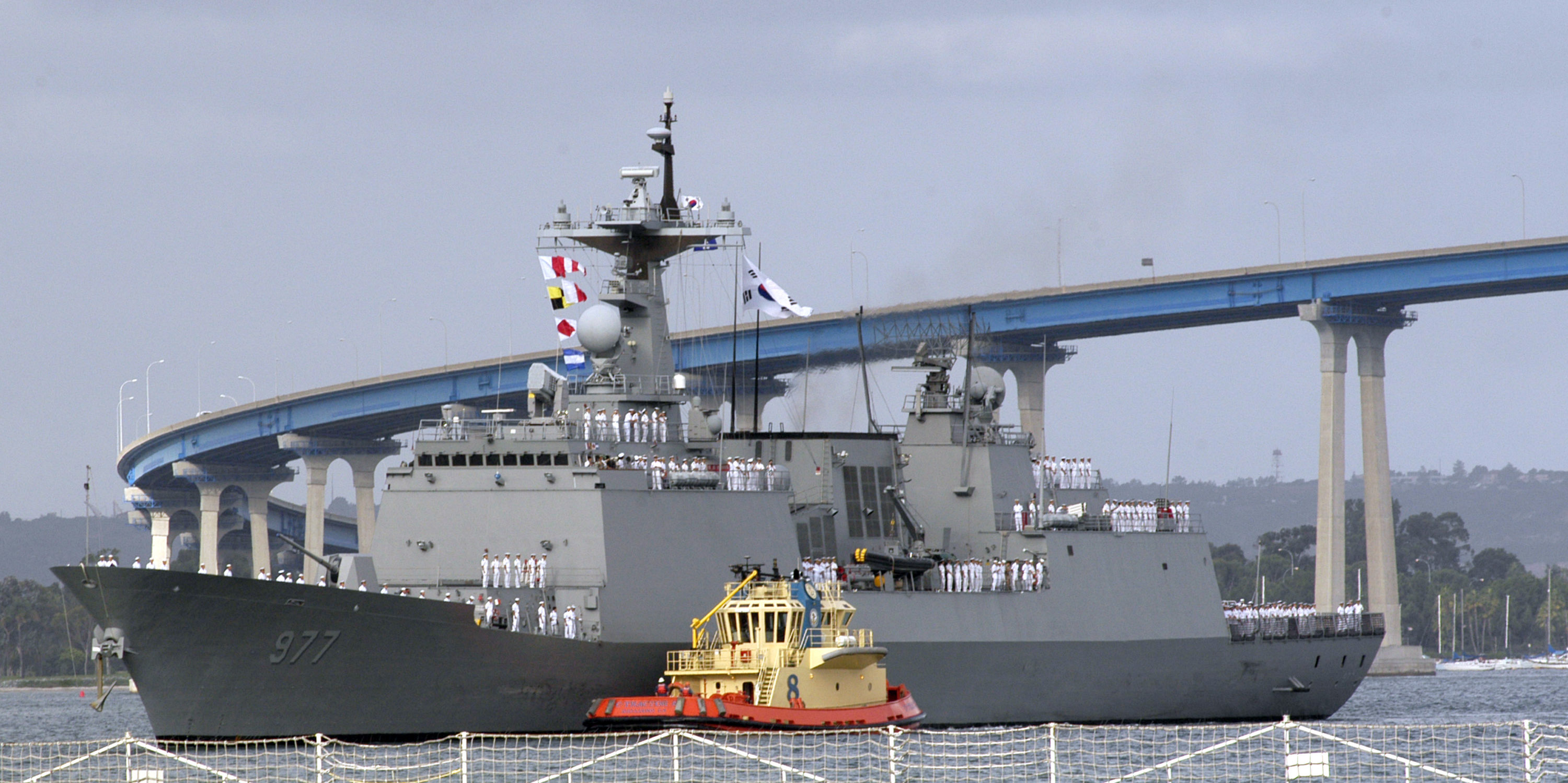
대한민국 해군 소속 대조영함

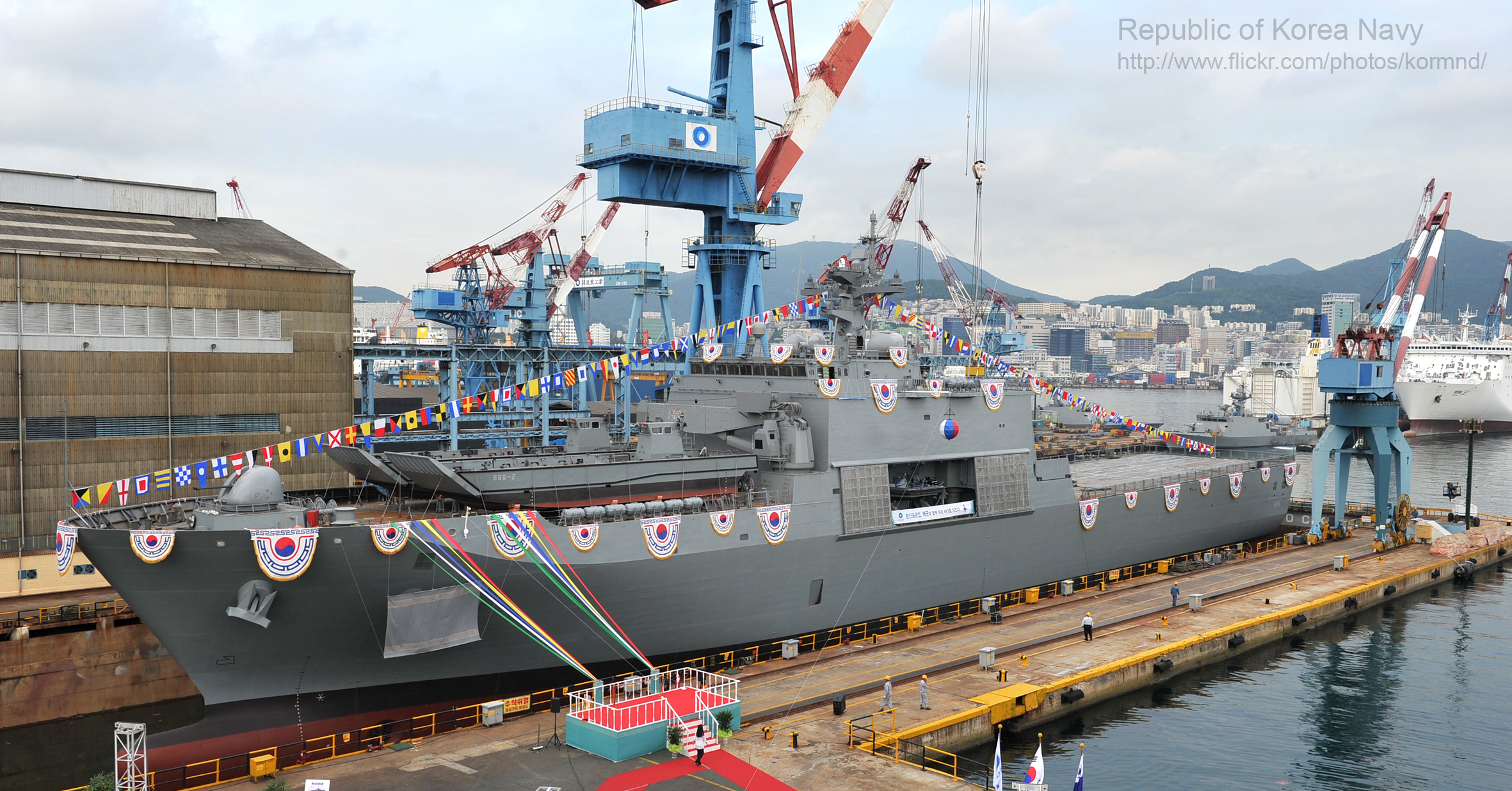
노적봉함과 동일 모델인 천왕봉함

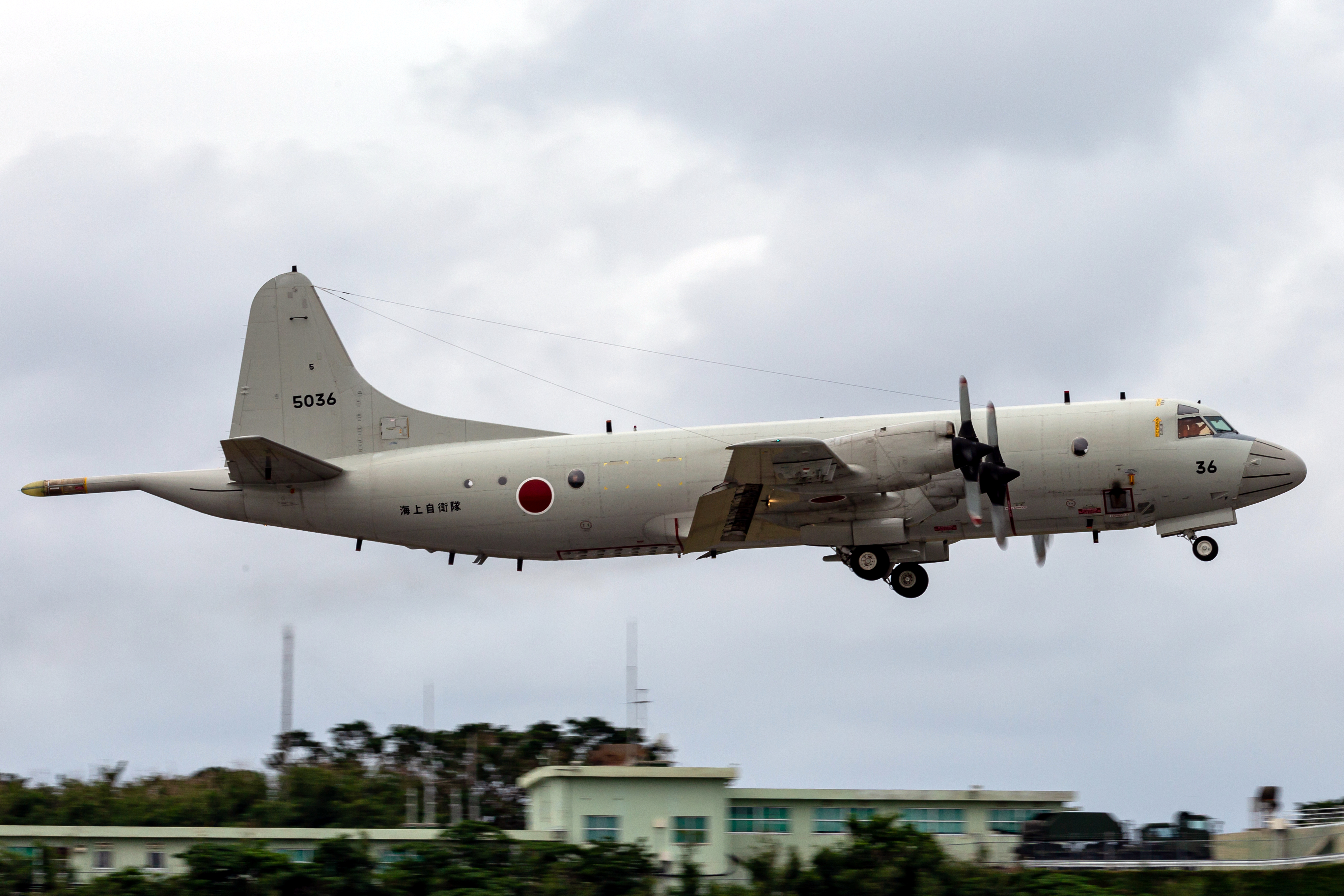
일본 해상자위대 소속 P-3 오라이언

2019년 1월 18일에는 울산 동남쪽 KADIZ 외곽에서 작전 중인 율곡이이함에 대해서 저공 비행을, 2019년 1월 20일에는 제주 동남쪽 KADIZ 외곽에서 작전 중인 노적봉함 및 소양함에 대해서 저공 비행을 산 사실이 밝혀졌다. 2019년 1월 23일, 이어도 인근에서 정상적인 작전을 수행 중이던 대조영함에 대해서 일본 해상자위대 소속 P-3 초계기가 위협적으로 저공 비행을 하였다. 대한민국 국방부 및 합동참모본부에 따르면, 한국 해군의 경고에도 불구하고 60~70m 초고도 저공비행을 하였다고 한다. 이에 대해 일본 정상적인 비행이라 주장하였으며, 당시 다보스 포럼에서 강경화 외교부 장관이 고노 다로 외무상에게 유감읖 표명하였다.

## 같이 보기
- 갈등
- 아베 신조 제2차 내각
- 인도주의
- 위협비행
- 대한민국 해군
- 대한민국 해경
- 대화퇴
- 문재인 정부
- 해상자위대